# Idealizm transcendentalny
Idealizm transcendentalny – obok terminu „filozofia krytyczna” najważniejszy z terminów, którymi Immanuel Kant określał swoje poglądy filozoficzne. W szczególności określał on tym terminem przedstawioną przez siebie formę idealizmu teoriopoznawczego, przy czym używał tu także terminów „idealizm formalny” i – późniejszego, ale wypierającego uprzednie – „idealizm krytyczny”, przeciwstawiając tu swoją filozofię realizmowi teoriopoznawczemu i dawniejszym formom idealizmu teoriopoznawczego. Filozofię Kanta określać należy jako idealistyczną przede wszystkim z tego względu, że odmawia nam ona możliwości poznania rzeczy samych w sobie, przez co nasze poznanie (niem. Erkenntnis) przedmiotów zdeterminowane jest przez nasze własne władze poznawcze: przedmioty doświadczenia nigdy nie są dane w sobie, ale zawsze istnieją w doświadczeniu; mimo że współwarunkowane są przez nasze podmiotowe władze poznawcze, nie mają charakteru iluzji, ale istnieją realnie, jako współkonstytuowane przez podmiot. Później termin ten stał się także określeniem poglądów kontynuatorów myśli Kanta, w szczególności idealistów klasycznych.
Wstępnie w Krytyce czystego rozumu Kant następująco przedstawia ideę, która doprowadziła go do ustanowienia doktryny idealizmu transcendentalnego: „Dotychczas przyjmowano, że wszelkie nasze poznanie musi się dostosowywać do przedmiotów. Lecz wszelkie próby by o nich przy pomocy pojęć orzec coś, co by rozszerzyło poznanie nasze, obracały się przy tym założeniu wniwecz. Spróbujmyż więc raz, czy nam się lepiej nie powiedzie przy rozwiązywaniu zadań metafizyki, jeżeli przyjmiemy, że to przedmioty muszą się dostosowywać do naszego poznania”.

## Sformułowanie doktryny idealizmu transcendentalnego
Doktrynę idealizmu transcendentalnego sformułował Kant w estetyce transcendentalnej, jednym z początkowych działów krytyki czystego rozumu, gdzie przedstawiona jest ona w odniesieniu do czasu i przestrzeni; idealizm transcendentalny stanowi podstawę znacznej części dalszych badań krytycznych. W formie zarysowej obecna jest ona także już w Wykładzie Inauguracyjnym z 1770. W Estetyce transcendentalnej wyłożony został w odniesieniu do czasu i przestrzeni – nie poznajemy rzeczy samych w sobie, ale zjawiska, które jawią się nam w czasie i przestrzeni jako formach zmysłowości (poznania zmysłowego). Czas i przestrzeń nie stanowią więc rodzaju osobnych, zewnętrznych przedmiotów (jak utrzymywali newtoniści), ani rodzaju relacji między przedmiotami (jak to w zarysie przedstawia się w myśli Leibnitza), ale elementy umysłu, w których konstruowane są przedmioty doświadczenia.
W Estetyce transcendentalnej doktryna idealizmu transcendentalnego sformułowana jest jako odnosząca się do czasu i przestrzeni, ma ona jednak charakter konstytucyjny także dla następujących działów krytyki czystego rozumu. W analityce transcendentalnej omówione zostały inne niż czas i przestrzeń 

## Idealizm transcendentalny a idealizm empiryczny. Idealizm transcendentalny a realizm
Kant odróżnia ściśle swoją (słabszą) wersję idealizmu od innych (mocniejszych) wersji idealizmu, które uznaje za nie do utrzymania. Sam idealizm odróżnia natomiast od realizmu: rozróżnienie idealizmu i realizmu teoriopoznawczego zyskało następnie znaczną popularność w historiografii filozofii i myśli filozoficznej. Swoją wersję idealizmu konstruuje zaś w opozycji do dawniejszego idealizmu, przeciwstawiając idealizm transcendentalny idealizmowi empirycznemu (materialnemu), za którego typowych i wyróżnionych przedstawicieli uznaje Kartezjusza i Berkeleya. W odróżnieniu od dawniejszych form idealizmu, idealizm formalny nie podaje w wątpliwość istnienia realnego (w przestrzeni i czasie) przedmiotów. Tymczasem według idealizmu problematycznego jako formy idealizmu empirycznego przypisywanej przez Kanta Kartezjuszowi w istnienie realne przedmiotów można powątpiewać, zaś według idealizmu dogmatycznego jako formy idealizmu przypisywanej przez Kanta Berkeleyowi istnienie realne przedmiotów należy odrzucić.
Idealizm transcendentalny nie jest sprzeczny według Kanta ze (słabszą) wersją realizmu, którą nazywa realizmem empirycznym, ale komplementarny.

## Idealizm transcendentalny a idealizm klasyczny
Jak zauważono, termin „idealizm transcendentalny” stał się nazwą zespołu poglądów kontynuatorów Kanta. W szczególności dotyczy to idealistów klasycznych, którzy przede wszystkim pod wpływem tego terminu i jego znaczenia samookreślali się jako „idealiści”. Idealizm transcendentalny wywarł rozległy wpływ na całą pokantowską generację filozofów niemieckich, do których należeli przede wszystkim Fichte, Schelling i Hegel. Ich idealizm nie zachowywał jednak kantowskiego w jego oryginalnej formie, ale stanowił jego radykalizację. Sam Kant miał okazję obserwować wczesny etap rozwoju idealizmu klasycznego i – mimo że początkowo wspierał Fichtego – odnosił się do niego niezwykle krytycznie. Niezadowolenie wobec rozwoju idealizmu niemieckiego wyrażał wprost, uznając, że w rzeczywistości stanowi on powrót do przedtranscendentalnych form idealizmu, które uważał za już zwalczone i obalone przez siebie. Kant podkreślał zawsze rolę danych dostarczanych w doświadczeniu zmysłowym dla doktryny idealizmu transcendentalnego, uznawał więc, że lekceważenie wyrażane dla nich przez nowe pokolenie idealistów przy jednoczesnym podkreślaniu roli twórczego podmiotu stanowią regresję idealizmu do form kartezjańsko-berkeleyowskich. Rzeczywiście dalszy rozwój idealizmu transcendentalnego stanowią przede wszystkim analizy czystego myślenia, w których kantowskie analizy zmysłowości i elementy empiryczne jego filozofii nie zostają zachowane.